# Lino Armellin
Lino Armellin (Povegliano, 13 novembre 1935 – Villorba, 3 aprile 2018) è stato un politico italiano.

## Biografia
È stato parlamentare della Democrazia Cristiana per quattro legislature dal 1979 al 1994. Per 35 anni è stato presidente provinciale e regionale della Fism di Treviso e dirigente nazionale della federazione delle scuole materne paritarie, assessore provinciale al Sociale, a Treviso, durante la presidenza di Carlo Bernini negli anni Settanta e più volte consigliere comunale - fino agli anni Duemila - nella città di Villorba, dove viveva.
Muore all'età di 82 anni nell'aprile 2018.